# Фулда (город, Миннесота)
Фулда (англ. Fulda) — город в округе Марри, штат Миннесота, США. На площади 2,7 км² (2,5 км² — суша, 0,2 км² — вода), согласно переписи 2000 года, проживают 1283 человека. Плотность населения составляет 510,7 чел./км².
- Телефонный код города — 507
- Почтовый индекс — 56131
- FIPS-код города — 27-22958[1]
- GNIS-идентификатор — 0643984[2]